# Film noir

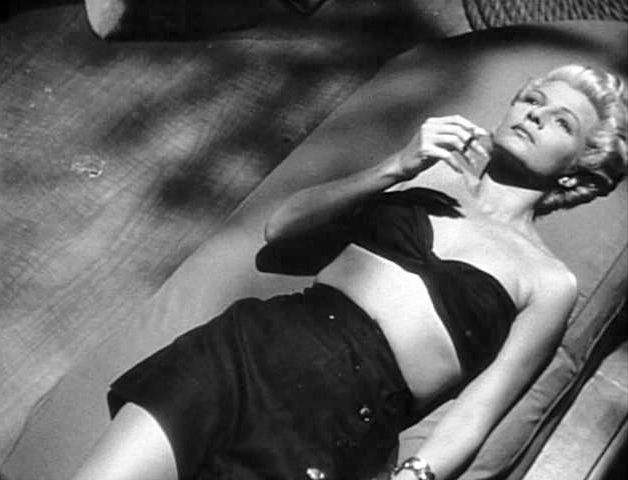
Rita Hayworth jako kobieta fatalna w Damie z Szanghaju

Film noir (wym. IPA: film nwaːr), czarny film lub czarne kino – nurt, stylistyka lub gatunek w kinie amerykańskim, wywodzący się z kina gangsterskiego, rozwijany głównie w latach 40. XX wieku i pierwszej połowie lat 50. XX wieku. Filmy noir unikają jasnego podziału na dobro i zło, pokazują często niewyjaśnione zbrodnie i perwersję, unikają moralizowania i happy endów. Do charakterystycznych elementów stylu noir należą m.in. silne kontrasty, operowanie cieniami, obrazy nocnego miasta. Typowymi bohaterami tego typu filmów są m.in. femme fatale, przeciętni ludzie wplątani przypadkowo w świat przestępczy oraz prywatni detektywi.

## Geneza i nazwa
Powstanie "czarnego kina" związane było z atmosferą pesymizmu i niepewności, jaka zapanowała w Stanach Zjednoczonych wraz z wybuchem II wojny światowej, a także ze zmianami w amerykańskiej obyczajowości i tożsamości, jakie dokonywały się za sprawą gwałtownej industrializacji i urbanizacji kraju oraz pojawiania się społeczeństwa masowego i konsumpcyjnego. Z kolei charakterystyczna dla gatunku postać kobiety fatalnej, niszczącej mężczyzn stanowi wyraz nasilającego się w Ameryce po wojnie mizoginizmu, wynikającego z postępującej emancypacji kobiet, które uzyskały w tamtym okresie większą niezależność ekonomiczną i obyczajową. Z kolei wizualna warstwa czarnych filmów powstała pod wpływem europejskiej kinematografii, szczególnie ekspresjonizmu niemieckiego, która została przyswojona dzięki emigrantom z Europy, m.in. Fritzowi Langowi i Ottonowi Premingerowi. Ponadto skomplikowana psychika bohaterów czarnego kina, niejednoznaczność moralna postaci, które mogły być jednocześnie i dobre i złe, miały swoje źródło w teoriach psychologicznych Zygmunta Freuda.
Za pierwszy film noir uważany jest Sokół maltański Johna Hustona z 1941 roku. Jednak pewne elementy tej stylistyki zawiera też pochodzący z tego samego roku High Sierra Raoula Walsha.
Termin film noir narodził się na gruncie francuskiego filmoznawstwa. Po raz pierwszy użył go krytyk Nino Frank w 1946 roku, a spopularyzowali go francuscy krytycy Raymond Borde i Étienne Chaumeton, którzy opublikowali w 1955 roku książkę Panorama amerykańskiego kina czarnego. Nazwa została zaczerpnięta od Serie Noir, serii wydawniczej wydawnictwa Gallimard Press, w ramach której ukazywały się przed II wojną światową francuskie wydania amerykańskich powieści kryminalnych, tzw. hard-boiled novel.

## Styl

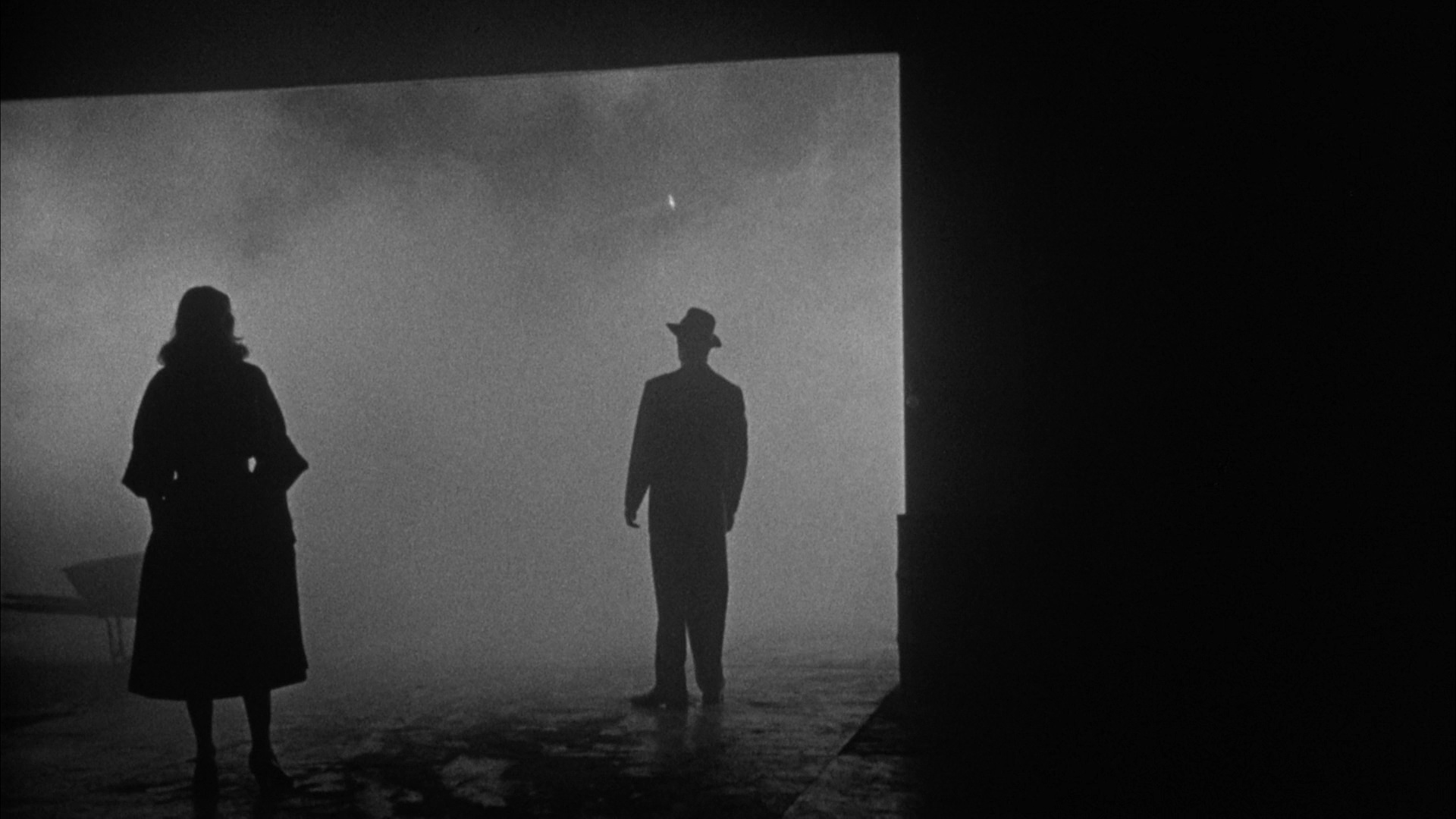
Kadr z filmu Wielki kartel

Czarny film rozgrywa się zazwyczaj w mieście; do jego stałej ikonografii należy widok nocnej asfaltowej ulicy, mokrej po deszczu. Mroczny i niepokojący nastrój uzyskiwany jest za sprawą charakterystycznych środków wizualnych: wyrazistych cieni, mocnych kontrastów, dominacji linii ukośnych i wertykalnych nad horyzontalnymi, nisko lub wysoko umieszczonych świateł kluczowych, agresywnego montażu i dezorientacji widza za sprawą unikania planów pełnych. Postacie w filmie czarnym nie są wyodrębnione z tła, wtapiają się w nie, często ich wzajemny dystans podkreślany jest poprzez oddzielanie ich od siebie różnymi elementami kadru np. drzwiami, oknami. Postacie nie są centralne dla kadru, są umieszczone nietypowo, często wtapiają się w otoczenie, nie są z niego wyraźnie wyodrębnione. Ukazuje się je często bądź to za pomocą ujęć z dołu (co sprawia, że nabierają monumentalności) lub z góry (co zmniejsza je i stawia w pozycji ofiary). Filmy operują chętnie zaburzoną, skomplikowaną chronologią oraz posługują się narracją spoza kadru.

## Aktorzy i postacie
Najbardziej wpływowym aktorem czarnych filmów był Humphrey Bogart, który wykształcił charakterystyczny typ męskiego bohatera – prywatnego detektywa lub przestępcy, lakonicznego, cynicznego ironisty i zatroskanego twardziela, zazwyczaj ubranego w znoszony prochowiec i często palącego papierosa. Wraz ze swoją żoną Lauren Bacall, która partnerowała mu m.in. w Wielkim śnie oraz Mrocznym przejściu tworzyli najpopularniejszą ówcześnie ekranową parę. Popularny duet aktorski czarnego kina stanowili również Adrian Ladd oraz Veronica Lake (zagrali wspólnie m.in. w Pistolecie do wynajęcia oraz Błękitnej dalii. Ikoną filmu noir stała się także Rita Hayworth, która zagrała m.in. w Gildzie oraz Damie z Szanghaju, natomiast Jane Greer stała się jedną z najważniejszych odtwórczyń ról kobiet fatalnych czarnego kina. Do innych znaczących aktorów kina czarnego należą m.in. James Cagney, Richard Conte, Richard Widmark oraz Robert Mitchum. Najbardziej znane historie „czarnej serii” mają swoje źródła w powieściach amerykańskich klasyków powieści kryminalnych, takich jak: Dashiell Hammett, Raymond Chandler, James M. Cain.

## Najważniejsze filmy gatunku[22]
| Rok premiery | Tytuł                      | Reżyser              | Wykonawcy                                                                            | Nagrody i nominacje |
| ------------ | -------------------------- | -------------------- | ------------------------------------------------------------------------------------ | --- |
| 1941         | Sokół maltański            | John Huston          | Humphrey Bogart, Mary Astor, Sydney Greenstreet                                      | Oscar – 3 nominacje |
| 1941         | Kasyno w Szanghaju         | Josef von Sternberg  | Gene Tierney, Walter Huston, Victor Mature, Ona Munson                               | Oscar – 2 nominacje |
| 1941         | Pistolet do wynajęcia      | Frank Tuttle         | Veronica Lake, Robert Preston, Alan Ladd                                             | |
| 1942         | Szklany klucz              | Stuart Heisler       | Brian Donlevy, Veronica Lake, Alan Ladd                                              | |
| 1942         | Casablanca                 | Michael Curtiz       | Humphrey Bogart, Ingrid Bergman, Paul Henreid, Claude Rains, Conrad Veidt            | Oscar - 3 nagrody i 5 nominacji |
| 1944         | Tajemnicza dama            | Robert Siodmak       | Franchot Tone, Ella Raines, Alan Curtis                                              | |
| 1944         | Podwójne ubezpieczenie     | Billy Wilder         | Fred MacMurray, Barbara Stanwyck, Edward G. Robinson                                 | Oscar – 7 nominacji |
| 1944         | Laura                      | Otto Preminger       | Gene Tierney, Dana Andrews, Clifton Webb, Vincent Price, Judith Anderson             | Oscar - 4 nominacje i 1 nagroda |
| 1944         | Żegnaj, laleczko           | Edward Dmytryk       | Dick Powell, Claire Trevor, Anne Shirley                                             | |
| 1944         | Kobieta w oknie            | Fritz Lang           | Edward G. Robinson, Joan Bennett, Raymond Massey, Dan Duryea                         | Oscar – 1 nominacja |
| 1944         | Ministerstwo strachu       | Fritz Lang           | Ray Milland, Marjorie Reynolds                                                       | |
| 1945         | Konflikt                   | Curtis Bernhardt     | Humphrey Bogart, Alexis Smith, Sydney Greenstreet                                    | |
| 1945         | Mildred Pierce             | Michael Curtiz       | Joan Crawford, Jack Carson, Zachary Scott, Eve Arden, Ann Blyth, Bruce Bennett       | Oscar – 6 nominacji i 1 nagroda |
| 1945         | Szkarłatna ulica           | Fritz Lang           | Edward G. Robinson, Joan Bennett, Dan Duryea                                         | |
| 1945         | Kręte schody               | Robert Siodmak       | Dorothy McGuire, George Brent, Ethel Barrymore                                       | Oscar – 1 nominacja |
| 1945         | Bezdroże                   | Edgar G. Ulmer       | Tom Neal, Ann Savage                                                                 | |
| 1946         | Mroczne zwierciadło        | Robert Siodmak       | Olivia de Havilland, Lew Ayres, Thomas Mitchell                                      | Oscar – 1 nominacja |
| 1946         | Błękitna dalia             | George Marshall      | Alan Ladd, Veronica Lake, William Bendix                                             | Oscar – 1 nominacja |
| 1946         | Intruz                     | Orson Welles         | Edward G. Robinson, Loretta Young, Orson Welles                                      | Oscar – 1 nominacja |
| 1946         | Somewhere in the Night     | Joseph L. Mankiewicz | John Hodiak, Nancy Guild, Lloyd Nolan                                                | |
| 1946         | Zabójcy                    | Robert Siodmak       | Burt Lancaster, Ava Gardner, Edmond O’Brien                                          | Oscar – 4 nominacje Edgar Award – 1 nagroda                                                                                         |
| 1946         | Wielki sen                 | Howard Hawks         | Humphrey Bogart, Lauren Bacall                                                       | |
| 1946         | W matni                    | Henry Hathaway       | Lucille Ball, Clifton Webb, William Bendix                                           | |
| 1947         | Tajemnica jeziora          | Robert Montgomery    | Robert Montgomery, Audrey Totter                                                     | |
| 1947         | Brutalna siła              | Jules Dassin         | Burt Lancaster, Hume Cronyn, Charles Bickford                                        | |
| 1947         | Nightmare Alley            | Edmund Goulding      | Tyrone Power, Joan Blondell, Coleen Gray                                             | |
| 1947         | Pocałunek śmierci          | Henry Hathaway       | Victor Mature, Brian Donlevy, Coleen Gray, Richard Widmark                           | Oscar – 2 nominacje, Złoty Glob – 1 nagroda, MFF w Locarno – 2 nagrody                                                              |
| 1947         | Morderca poza podejrzeniem | Michael Curtiz       | Joan Caulfield, Claude Rains, Audrey Totter, Constance Bennett                       | |
| 1947         | Mroczne przejście          | Delmer Daves         | Humphrey Bogart, Lauren Bacall                                                       | |
| 1947         | Człowiek z przeszłością    | Jacques Tourneur     | Robert Mitchum, Jane Greer, Kirk Douglas, Rhonda Fleming                             | |
| 1947         | Krzyżowy ogień             | Edward Dmytryk       | Robert Young, Robert Mitchum, Robert Ryan, Gloria Grahame                            | Oscar – 5 nominacji, MFF w Cannes – Złota Palma, BAFTA – 1 nagroda, Edgar Award – 1 nagroda                                         |
| 1947         | Desperate                  | Anthony Mann         | Steve Brodie, Audrey Long, Raymond Burr                                              | |
| 1947         | Ostatnia runda             | Robert Rossen        | John Garfield, Lilli Palmer                                                          | Oscar – 3 nominacje, 1 nagroda |
| 1947         | Johnny O'Clock             | Robert Rossen        | Dick Powell, Evelyn Keyes, Lee J. Cobb                                               | |
| 1947         | Śmiertelne porachunki      | John Cromwell        | Humphrey Bogart, Lizabeth Scott                                                      | |
| 1947         | Dama z Szanghaju           | Orson Welles         | Orson Welles, Rita Hayworth                                                          | |
| 1948         | Przepraszam, pomyłka       | Anatole Litvak       | Barbara Stanwyck, Burt Lancaster                                                     | Oscar – 1 nominacja |
| 1948         | Raw Deal                   | Anthony Mann         | Dennis O'Keefe, Claire Trevor, Marsha Hunt, John Ireland                             | |
| 1948         | Koralowa wyspa             | John Huston          | Humphrey Bogart, Edward G. Robinson, Lauren Bacall, Lionel Barrymore, Claire Trevor  | Oscar – 1 nagroda |
| 1948         | Wielki zegar               | John Farrow          | Ray Milland, Charles Laughton                                                        | |
| 1948         | Żyj nocą                   | Nicholas Ray         | Cathy O’Donnell, Farley Granger, Howard Da Silva                                     | |
| 1948         | Krzyk miasta               | Robert Siodmak       | Victor Mature, Richard Conte, Fred Clark, Shelley Winters                            | |
| 1949         | W pułapce miłości          | Robert Siodmak       | Burt Lancaster, Yvonne De Carlo, Dan Duryea                                          | |
| 1949         | Siła zła                   | Abraham Polonsky     | John Garfield, Thomas Gomez, Marie Windsor                                           | |
| 1949         | Dom ludzi obcych           | Joseph L. Mankiewicz | Edward G. Robinson, Susan Hayward, Richard Conte                                     | MFF w Cannes – 1 nagroda |
| 1949         | Biały żar                  | Raoul Walsh          | James Cagney, Virginia Mayo, Edmond O’Brien                                          | |
| 1950         | Asfaltowa dżungla          | John Huston          | Sterling Hayden, Louis Calhern, Jean Hagen, James Whitmore, Sam Jaffe, John McIntire | Oscar – 4 nominacje; MFF w Wenecji – 1 nagroda, 1 nominacja; Złoty Glob – 3 nominacje; BAFTA – 1 nominacja; Edgar Award – 1 nagroda |
| 1950         | Przeklęci nie płaczą       | Vincent Sherman      | Joan Crawford, David Brian                                                           | |
| 1950         | Bulwar Zachodzącego Słońca | Billy Wilder         | William Holden, Gloria Swanson, Erich von Stroheim, Nancy Olson                      | Oscar – 11 nominacji i 3 nagrody, Złoty Glob – 4 nagrody                                                                            |
| 1950         | Noc i miasto               | Jules Dassin         | Richard Widmark, Gene Tierney, Googie Withers, Herbert Lom                           | |
| 1950         | Pustka                     | Nicholas Ray         | Humphrey Bogart, Gloria Grahame                                                      | |
| 1950         | Gdzie kończy się chodnik   | Otto Preminger       | Dana Andrews, Gene Tierney                                                           | |
| 1950         | Mroczne miasto             | William Dieterle     | Charlton Heston, Lizabeth Scott, Viveca Lindfors, Dean Jagger                        | |
| 1950         | Panika na ulicach          | Elia Kazan           | Richard Widmark, Barbara Bel Geddes, Jack Palance                                    | Oscar – 1 nagroda, MFF w Wenecji – 1 nagroda i 1 nominacja                                                                          |
| 1951         | Trzynasty list             | Otto Preminger       | Linda Darnell, Charles Boyer                                                         | |
| 1951         | The Prowler                | Joseph Losey         | Van Heflin, Evelyn Keyes                                                             | |
| 1951         | Strażnik prawa             | Bretaigne Windust    | Humphrey Bogart                                                                      | |
| 1951         | Jego typ kobiety           | John Farrow          | Robert Mitchum, Jane Russell, Vincent Price                                          | |
| 1951         | Nieznajomi z pociągu       | Alfred Hitchcock     | Farley Granger, Ruth Roman, Patricia Hitchcock                                       | Oscar – 1 nominacja |
| 1951         | Opowieści o detektywie     | William Wyler        | Kirk Douglas, Eleanor Parker, William Bendix, Cathy O’Donnell                        | Oscar – 4 nominacje, BAFTA – 1 nominacja, MFF w Cannes – 1 nagroda i 1 nominacja, Edgar Award – 1 nagroda, Złoty Glob – 3 nominacje |
| 1951         | As w potrzasku             | Billy Wilder         | Kirk Douglas, Jan Sterling                                                           | Oscar – 1 nominacja, MFF w Wenecji – 3 nominacje i 2 nagrody                                                                        |
| 1952         | Proszę nie pukać           | Roy Ward Baker       | Marilyn Monroe, Richard Widmark, Anne Bancroft                                       | |
| 1952         | Niagara                    | Henry Hathaway       | Marilyn Monroe, Joseph Cotten, Jean Peters                                           | |
| 1953         | Twarz anioła               | Otto Preminger       | Robert Mitchum, Jean Simmons                                                         | |
| 1954         | Pocałunek mordercy         | Stanley Kubrick      | Frank Silvera, Irene Kane                                                            | MFF w Locarno – 1 nagroda |
| 1955         | Noc myśliwego              | Charles Laughton     | Robert Mitchum, Shelley Winters, Lillian Gish                                        | |
| 1955         | Śmiertelny pocałunek       | Robert Aldrich       | Ralph Meeker, Albert Dekker, Paul Stewart                                            | |
| 1955         | Gdy miasto śpi             | Fritz Lang           | Dana Andrews, Rhonda Fleming, George Sanders, John Drew Barrymore, Ida Lupino        | |
| 1956         | Zabójstwo                  | Stanley Kubrick      | Sterling Hayden, Coleen Gray, Vince Edwards                                          | BAFTA – 1 nominacja |
| 1956         | Ponad wszelką wątpliwość   | Fritz Lang           | Dana Andrews, Joan Fontaine                                                          | |
| 1958         | Dotyk zła                  | Orson Welles         | Charlton Heston, Janet Leigh, Orson Welles, Zsa Zsa Gabor                            | FIPRESCI – 1 nagroda |

## Zmierzch gatunku
Koniec świetności filmów noir nastąpił w latach 50. Za obraz wyznaczający zmierzch czarnego kina uważa się Śmiertelny pocałunek z 1955 roku, po nim czarne kino stało się głównie formą produkcji niskobudżetowej, rzadko wykorzystywaną przez wielkie wytwórnie filmowe; było natomiast popularne we Francji (na przykład Alphaville w reżyserii Jean-Luca Godarda z 1965 oraz filmy, które wyreżyserował Jean-Pierre Melville). W latach 60. i 70. pojawiła się natomiast seria kolorowych filmów, nawiązujących do czarnego kina (były to m.in. filmy Chinatown, Taksówkarz oraz Brudny Harry).